# Малокопанське городище
Малокопа́нське городи́ще — городище даків у Верхньому Потиссі, поблизу села Мала Копаня Берегівського району Закарпатської області. Датується серединою I століття до н. е. — початком II століття н. е. Пам'ятка археології національного значення:25[уточнити].

## Розкопки
Пам'ятку відкрив та вперше описав місцевий археолог-самоук, член Угорської академії наук Йожеф Мігалік. У своїй статті 1891 року у виданні «Archaeologiai Értesítő» Мігалік описав низку пам'яток, виявлених ним під час власних археологічних пошуків у межах комітатів Угоча та Мараморош, і подав коротку характеристику городищу поблизу села Мала Копаня.
У міжвоєнний період частина артефактів з городища (оплавлена кольчуга, залізний шолом та два наконечники списів) за сприяння священника Шандора Вальковскі опинилися в колекції Державного музею імені Тиводара Легоцького.
У 1950-х роках експедиція на чолі з Галиною Смирновою та Костянтином Берняковичем віднесла городище до пам'яток доби гальштату. Тоді ж експедиція Закарпатського краєзнавчого музею класифікувала пам'ятку як слов'янське городище XI—XII століть.
Постійні розкопки на місці городища розпочалися у 1977 році. Проводили їх науковці з Ужгородського університету на чолі з Едуардом Балагурі, а пізніше — В'ячеславом Котигорошком. Знахідки, виявлені за результатами цих досліджень, дозволили віднести городище до дакійських пам'яток, а також виявити три хронологічно не пов'язані між собою горизонти заселення місцевості: гальштатський, дакійський та слов'янський. Наразі здійснюються щорічні розкопки городища, на ньому проходять археологічну практику студенти Ужгородського національного університету.
У 2003 році археолог В'ячеслав Котигорошко виявив біля городища дакійський ґрунтовий могильник:101.

## Історія
В'ячеслав Котигорошко, провідний археолог, що займався дослідженням пам'ятки, датував дакійське городище серединою I століття до н. е. — початком II століття н. е. Топографія городища відповідає традиційному плануванню дав — дакійських укріплених поселень, що виконували роль політичного, економічного, релігійного центру певної території.
Виникнення дакійської дави пов'язують з поширенням гето-дакійської культури у Верхньому Потиссі та становленням дакійської держави у середині I століття до н. е. У 60 році до н. е. дакійці під проводом Буребісти перемогли кельтів (племена боїв і таврисків), витіснивши їх з регіону. Опорними пунктами поширення дакійської культури та гегемонії в регіоні стала низка дав, зокрема городище в Малій Копані. До укріпленого Малокопанського городища прилягала низка менших дакійських поселень відкритого типу, зокрема Підвиноградів, Петрово, Дяково та інші.
Розквіт дакійської культури в регіоні та в цілому припадає на кінець I століття н. е., коли Дакією правив Децебал. Однак внаслідок дакійських війн кінця I — початку II століття Дакія занепала. За припущенням В'ячеслава Котигорошка, у 106 році після знищення основних сил дакійців легіонери імператора Траяна здійснили похід на городище в Малій Копані, про що може свідчити наявність кількох шарів попелу. Водночас Ліана Вакуленко вважає таке припущення безпідставним через відсутність писемних та археологічних свідчень і зазначає, що паралельно з припиненням існування дакійського городища у регіоні з'являються племена пшеворської культури.
За припущенням науковців, Малокопанське городище може бути ототожнене з населеним пунктом Сетідава, згаданим у «Географії» Птолемея Клавдія.
Серед культурних шарів городища наявний значний середньовічний горизонт. Він представлений низкою знахідок різного характеру; зокрема, виявлено лунницю X—XI століття та арабський дирхем X століття. Знахідки свідчать про активне використання городища в добу середньовіччя. Припинення його використання хронологічно збігається з початком спорудження укріплень та господарських будівель замку Нялаб у Королеві.

## Опис
Малокопанське городище розміщене на верхівці гори Рокосівсько-Хустського вулканічного хребта на правому березі річки Тиса на відстані 85 метрів від урізу води. Городище займає обидві верхівки гори. Площа пам'ятки становить приблизно 5 га. Поряд з городищем виявлено дакійські могильник та святилище.
Система захисних споруд складається з чотирьох валів, основним з яких був перший. З півночі городище захищене додатковими двома валами. З боку проходу до Рокосівсько-Хустського хребта в урочищі Челлениця захисних валів було сім. На валах будували палісади.
За час досліджень виявлено десятки жител та будівель на території пам'ятки. Городище вміщало в собі доволі велику кількість населення. Житла наявні двох типів: наземні зі стовповою конструкцією стін і такі, у яких підлога заглиблюється в материк. Господарські споруди використовувалися в основному з метою зберігання харчів та інвентарю. Серед споруд виявлено будівлі, пов'язані з ковальським, ювелірним, склоробним ремеслами.
Керамічні вироби, виявлені на різних культурних шарах, належать до кераміки, характерної для фракійського гальштату, куштановицької культури, латену та дакійської кераміки. У дакійській кераміці простежуються елліністичні, кельтські та римські впливи. Кераміка та інші знахідки свідчать про активні контакти населення Верхнього Потисся з населенням інших дакійських територій.